# 도메니코 기를란다요
도메니코 기를란다요(Domenico Ghirlandaio, 1449년 ∼ 1494년)은 이탈리아의 화가이다. 주요 작품으로는 〈성프란체소코전(傳)〉,〈베드로와 안드레의 소명〉 등이 있다.
피렌체의 산타 마리아 노벨라 성당 내에 그린 성모전(聖母傳) 연작의 일부인 <성모 마리아의 탄생>(1486∼90)의 장면은 명확히 당시의 귀인(貴人)의 산실(産室)을 찾아 보는 귀부인의 일행을 묘사하고 있다. 배경의 프리즈(frieze, 띠 모양으로 장식된 소벽)와 네모기둥에는 도나텔로의 영향이 역력하다. 그는 당시 후고 반 데어 구스의 <포르티나리의 제단화(祭壇畵)>(1475년)의 플랑드르적인 사실주의에 접하여 세부 묘사를 즐기는 성향에 자극을 받았다.
<최후의 만찬>(1480)은 피렌체의 산 마르코 수도원에 그린 것인데 우연적인 요소가 많이 그려져 있다. 배신자 유다는 식탁의 반대쪽에 등을 보이게 그리는 전통적 구도이다. 그의 의도는 오히려 이 구도보다도 현실적인 세부를 표현하는 것에 있다. 벽에 붙은 꽃병, 새가 나는 수도원의 뜰 등과 같은 것이다.
미켈란젤로를 비롯하여 많은 견습생이 기르란다요의 공방을 거쳤다.